# بلوار

علامت بلوار در ایران

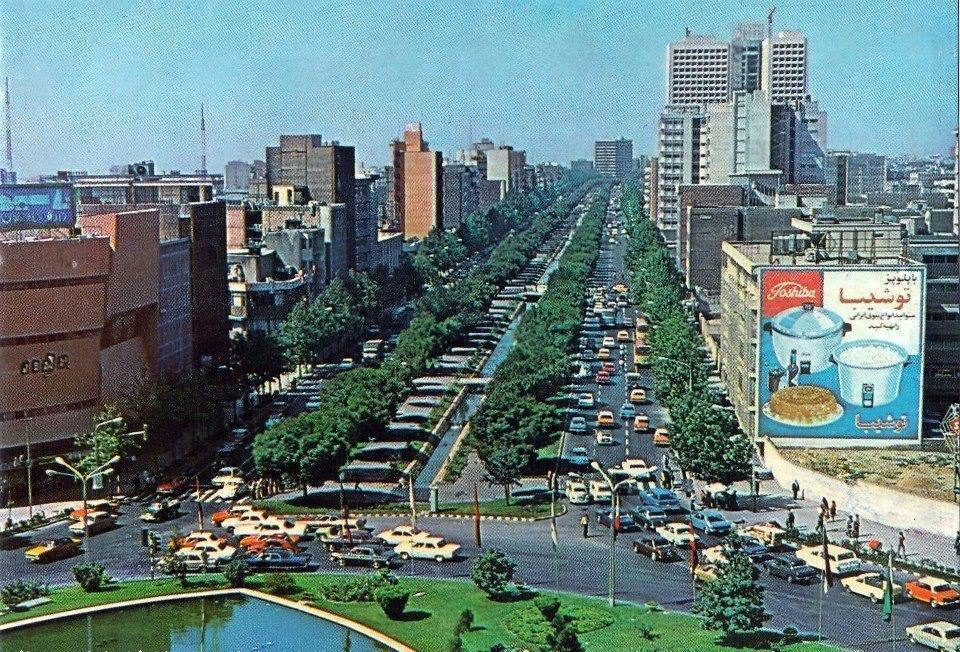
نمایی از بلوار کشاورز در میانه‌های دههٔ ۱۳۵۰ خورشیدی

بلوار (به فرانسوی: Boulevard) به معبر بزرگی در شهر می‌گویند که معمولاً خط رفت و برگشت آن توسط فضای سبز از هم جدا شده‌است. در ایران نیز بلوار، خیابانی است که خودروها می‌توانند در آن رفت‌وآمد کنند و مسیر رفت و برگشت خودروها با درختکاری یا گل‌کاری از هم جدا می‌شود.
از بلوارهای نامی ایران می‌توان از بلوار کشاورز («بلوار الیزابت» پیشین) و بلوار فردوس در تهران نام برد.
این کلمه در اصل از زبان هلندی آمده (به هلندی: bolwerk) که بُلْوِرْک تلفظ می‌شود که به معنای دیوارهٔ بارو است، اما پس از ورود به دیگر زبان‌های اروپایی، تلفظ آن گوناگون شده؛ مانند بولِوارد (به انگلیسی: boulevard) و بولوار (به فرانسوی: boulevard). این واژه مشابه بسیاری از واژه‌های دیگر غربی از زبان فرانسوی به فارسی راه یافته‌است.

## چند بلوارِ معروف
- بلوار آیت‌الله کاشانی
- بلوار اندرزگو
- بلوار سیمون بولیوار
- بلوار نلسون ماندلا
- بلوار مرزداران
- بلوار کشاورز
- بلوار فردوس تهران
- بلوار کریم‌خان زند (تهران)
- بلوار میرداماد
- شانزلیزه
- بلوار بهشتی کرج
- بلوار طاق‌بستان
- بلوار کازینو رامسر
- بلوار شهرداری
- بلوار وکیل آباد مشهد
- بلوار جمهوری کرمان

## نگارخانه

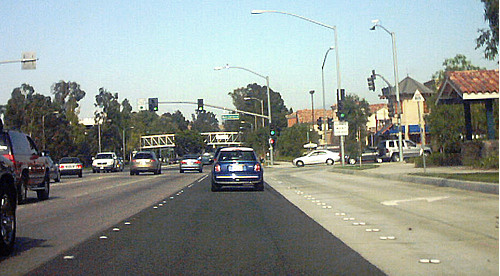
یک بلوار معمولی در والنسیا، کالیفرنیا.
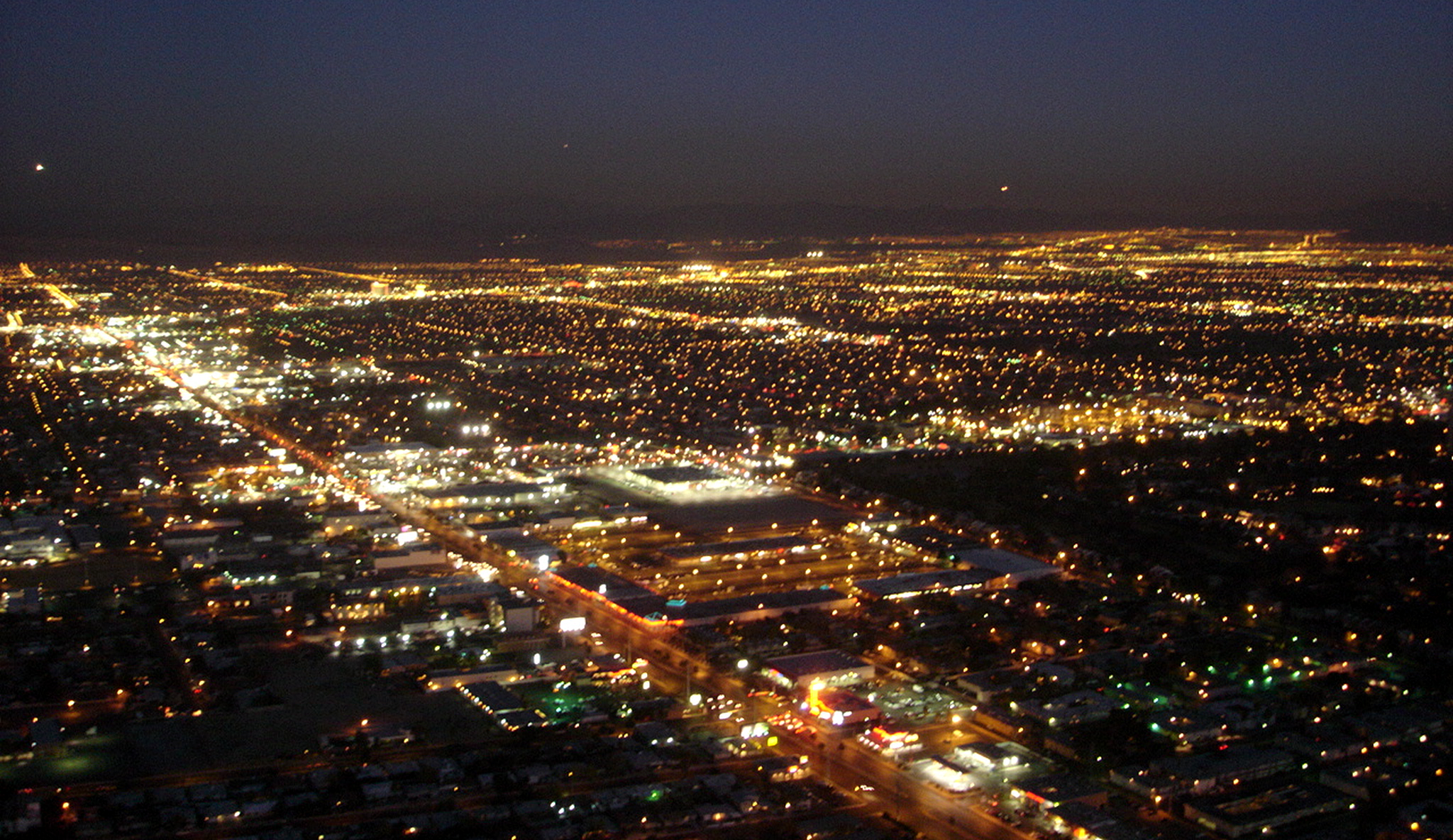
بلوار چارلستون در لاس‌وگاس با راه‌های شریانی نورانی که در یک الگوی شطرنجی قرار گرفته‌اند.
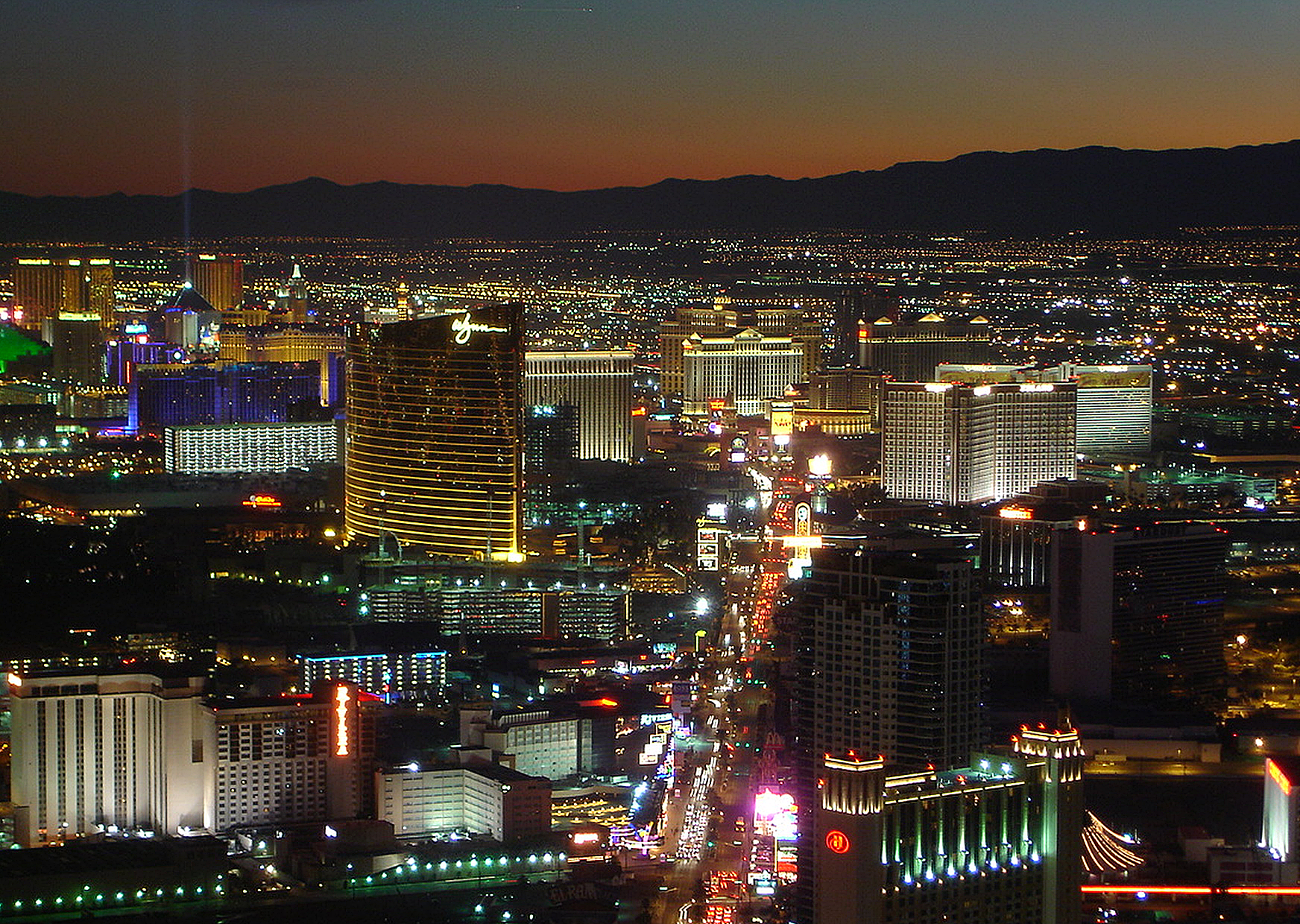
بلوار لاس وگاس که به آن «استریپ» نیز گفته می‌شود، شاید یکی از معروف‌ترین بلوارهای ایالات متحده باشد.
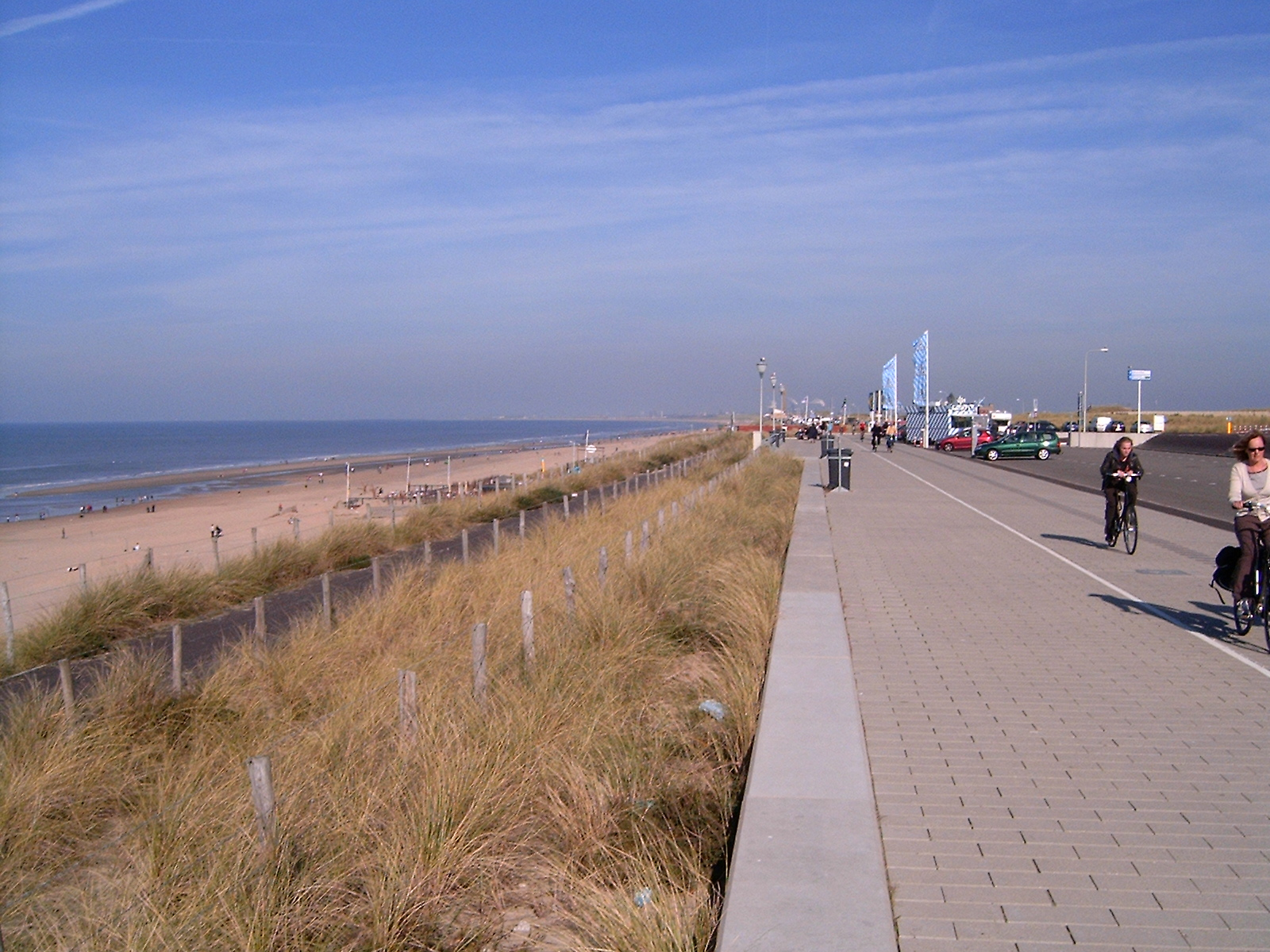
بلوار دریای زندوورت، هلند.
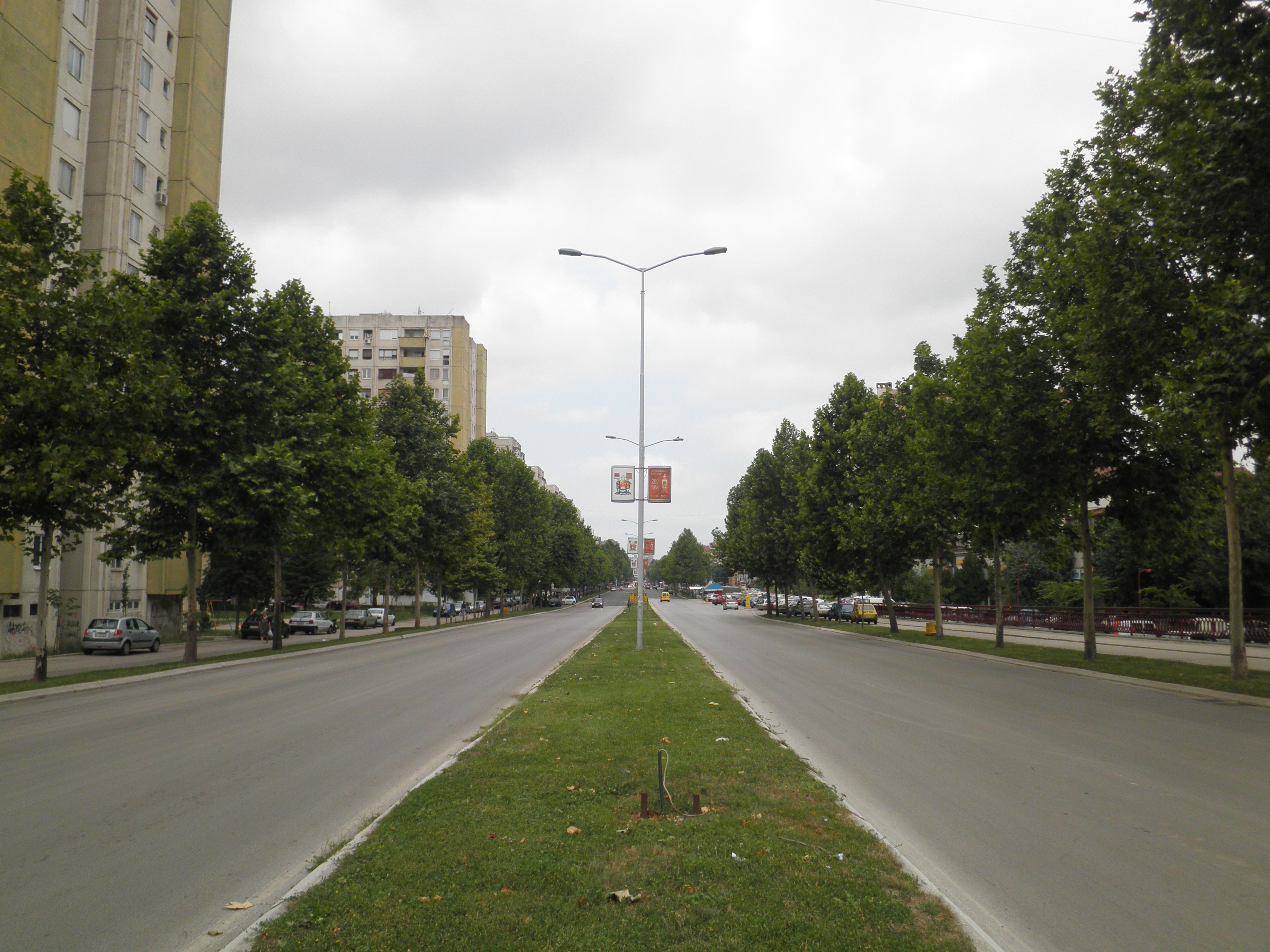
بلوار نمانجیکا در شهر نیش، صربستان
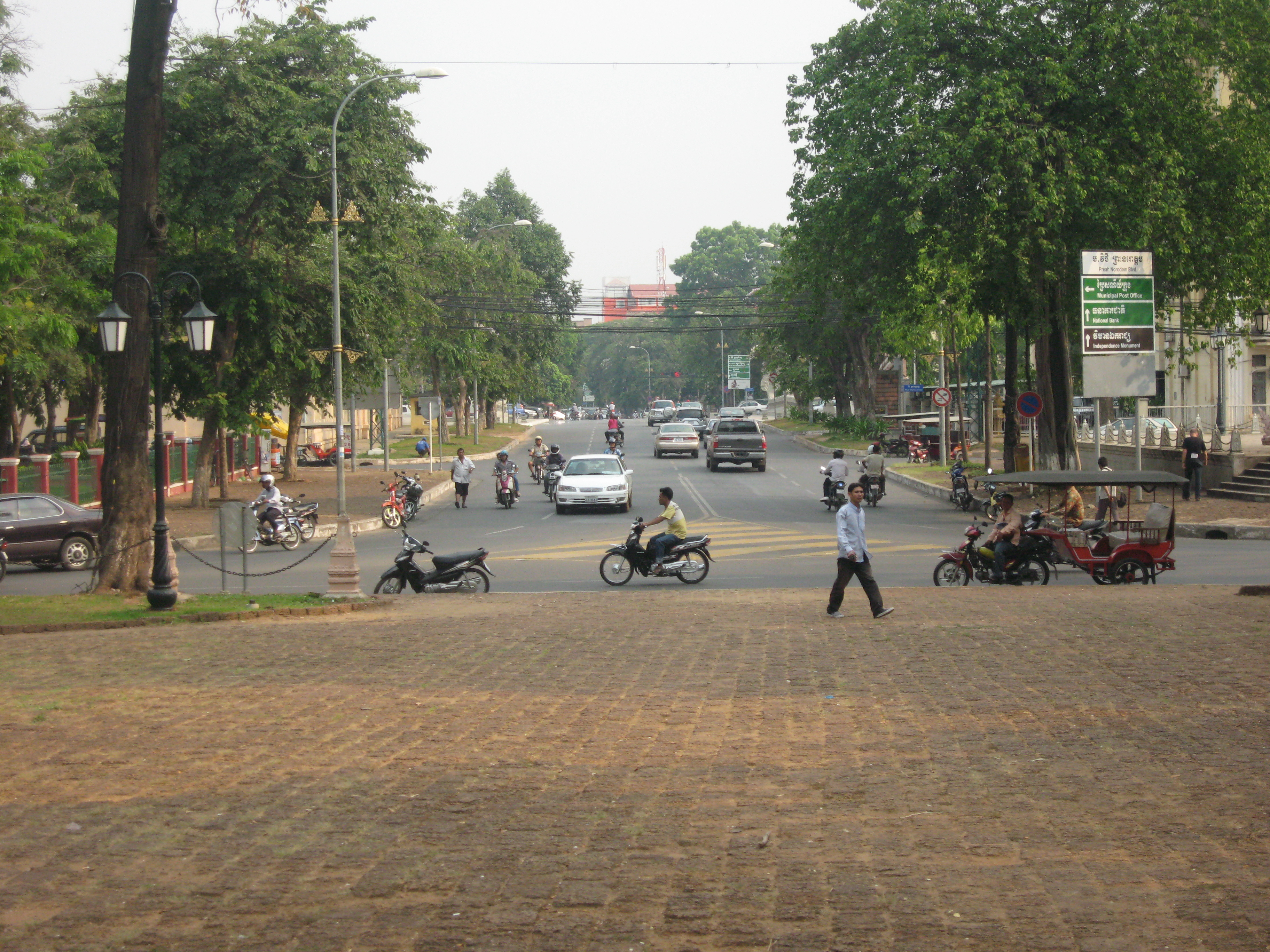
بلوار نوردوم در پنوم‌پن، کامبوج